# إبراهيم الشباخي
إبراهيم الشباخي (بالفرنسية: Brahim Achabbakhe) هو ممثل فرنسي وبطل فنون قتالية ولد بتاريخ 17 ماي 1984.

## أعماله
من أعماله فيلم بويكا لا يقهر.

## وصلات خارجية
إبراهيم الشباخي على موقع IMDb (الإنجليزية)
- إبراهيم الشباخي على موقع ألو سيني (الفرنسية)
- إبراهيم الشباخي على موقع قاعدة بيانات الفيلم (الإنجليزية)
- إبراهيم الشباخي على موقع كينوبويسك (الروسية)

إبراهيم الشباخي على موقع IMDb (الإنجليزية)
- إبراهيم الشباخي على موقع ألو سيني (الفرنسية)
- إبراهيم الشباخي على موقع قاعدة بيانات الفيلم (الإنجليزية)
- إبراهيم الشباخي على موقع كينوبويسك (الروسية)